# Hraunfossar
Hraunfossar är ett vattenfall i floden Hvítá vid Borgarfjörður på västra Island.